# 佐世保市立相浦小学校
佐世保市立相浦小学校（させぼしりつ あいのうらしょうがっこう, Sasebo City Ainoura Elementary School）は、長崎県佐世保市上相浦町にある公立小学校。略称「相浦小（あいのうらしょう）」。

## 概要
歴史
1875年（明治8年）に北松浦郡山口村に開校した「山口小学校」を前身とする。2010年（平成22年）に創立135周年を迎えた。
分校
高島分校（たかしま）- 〒858-0931 佐世保市高島町336番地（北緯33度9分53.1秒 東経129度35分20.5秒 / 北緯33.164750度 東経129.589028度）
教育目標
1. 一人一人を認め、支え合う心豊かな児童の育成
2. 基礎基本の確実な定着と向上に励む児童の育成
3. 困難なことにも負けないたくましい児童の育成
校章
八稜鏡と波の絵を組み合わせたものを背景にして、中央に校名の「相浦」の文字（横書き）を置いている。また高島分校の校章は相浦の下に「高」の文字を置いている。
校歌
- 作詞は中川龍一、作曲は原格太郎による。歌詞は3番まであり、各番に校名の「相の浦」が入る。
- 高島分校には分校歌があり、作詞は1984年度（昭和59年度）職員、作曲は山口千景による。歌詞は3番まであり、各番に校名の「高島」が登場する。

校区
- 本校 - 住所表記で佐世保市の後に「上相浦町、木宮町、愛宕町、竹辺町、新田町、小野町（一部）、川下町、母ヶ浦町」が続く地域。中学校は佐世保市立相浦中学校校区。
- 高島分校 - 住所表記で佐世保市の後に「高島町」が続く地域。中学校は本校と同じく佐世保市立相浦中学校校区。

## 沿革
- 1875年（明治8年）10月5日 - 北松浦郡山口村字山口の元庄屋跡に「山口小学校」が開校。皆瀬小学校より村尾美二が転任し学校経営にあたる。
- 1877年（明治10年）7月 - 児童数増加のため、木造2階建て校舎1棟を増築。
- 1878年（明治11年）12月11日 - 賤津小学校[2]を統合。中里小学校を統合し、中里分校と上本山分校を設置。
- 1879年（明治12年）
  - 7月6日 - 船越分校を設置。
  - 7月15日 - 俵ヶ浦分校を設置。
  - 11月9日 - 高島分校を設置。
- 1881年（明治14年）- 中里分校が分離し、中里小学校として独立。上本山分校を廃止。
- 1883年（明治16年）- 山口村川迎觸字木ノ宮（現・佐世保市役所相浦支所の裏）を「山口村の中央」とし、山口小学校本校の校舎を移転。
- 1887年（明治20年）
  - 2月 - 小学校令の施行により、「尋常山口小学校」（4年制）に改称[3]。
  - 8月 - 高島分校が分離し、「簡易高島小学校」（3年制）として独立（後に高島尋常小学校に改称）。
- 1889年（明治22年）
  - 4月1日 - 町村制の施行により、山口村立の小学校となる。
  - 4月7日 - 俵ヶ浦分校が分離し、尋常俵ヶ浦小学校として独立。
- 1893年（明治26年）
  - 4月 - 高等科（修業年限4年）を併設。
  - 5月 - 「山口尋常高等小学校」（尋常科4年・高等科4年）に改称。
  - 6月 - 船越分校が分離し、船越尋常小学校として独立。
- 1897年（明治30年）10月 - 校舎を改築。
- 1898年（明治31年）2月14日 - 船越尋常小学校・俵ヶ浦尋常小学校・高島尋常小学校の3校を統合し、船越分教場・俵ヶ浦分教場・高島分教場とする。
- 1903年（明治36年）6月24日 - 船越分教場と俵ヶ浦分教場が再び分離し、船越尋常小学校・俵ヶ浦尋常小学校として独立。
- 1905年（明治37年）9月11日 - 浅子分教場を設置。
- 1908年（明治41年）
  - 1月12日 - 増築校舎が完成。
  - 4月1日 - 小学校令の一部改正により、義務教育期間が尋常科4年から尋常科6年に延長されたことにより、尋常科5年を新設。
- 1909年（明治42年）
  - 4月1日 - 前年の義務教育期間延長により、尋常科6年を新設。高等科の修業年限を2年とする（尋常科6年・高等科2年）。
  - 5月23日 - 日野分教場を設置。
- 1910年（明治43年）
  - 4月1日 - 高等科の修業年限を3年とする（尋常科6年・高等科3年）。
  - 5月22日 - 高島分教場を改築。
- 1914年（大正3年）6月1日 - 児童数の増加により、校舎の収容能力が限界に達したため、尋常科1年生のみ二部授業を実施。
- 1915年（大正4年）4月22日 - 山口実業補習学校を併設。
- 1916年（大正5年）5月10日 - 旧・登記所を仮校舎として使用できるようになったため、尋常科1年生の二部授業を終了。
- 1917年（大正6年）
  - 4月1日 - 高等科の修業年限を2年とする（尋常科6年・高等科2年）。
  - 6月29日 - 校舎を新築し、移転を完了。
  - 12月2日 - 本校校舎落成・相浦港湾埋立竣工式を挙行。
- 1930年（昭和5年）4月3日 - 山口村が町制施行により相浦町となったため、「相浦尋常高等小学校」に改称（相浦町立となる）。

同時に併設の実業補習学校も「相浦実業補習学校」に改称。
- 1935年（昭和10年）4月1日 - 青年学校令の施行により、併設の相浦実業補習学校が相浦青年学校に改称。
- 1938年（昭和13年）4月1日 - 相浦村が佐世保市に編入されたため、佐世保市立の小学校となる。
- 1941年（昭和16年）
  - 4月1日
    - 国民学校令の施行により、「相浦国民学校」に改称。初等科（6年制）・高等科（2年制）を設置。
    - 日野分教場が分離し、日野国民学校（現・佐世保市立日野小学校）として独立。
    - 浅子分教場が分離し、浅子国民学校（現・佐世保市立浅子小学校）として独立。
- 1946年（昭和21年）4月1日 - 旧・海軍相浦海兵団兵舎跡に大崎分教場を設置。
- 1947年（昭和22年）4月1日 - 学制改革（六・三制の実施）が行われる。
  - 旧・相浦国民学校の初等科が改組され、「佐世保市立相浦小学校」（現校名）が発足。高島分校と大崎分校を設置。
  - 旧・相浦国民学校の高等科と相浦青年学校の普通科が改組され、「佐世保市立相浦中学校」（新制中学校）が発足。
- 1950年（昭和25年）4月 - 現在地に移転。
- 1975年（昭和50年）10月 - 創立100周年記念式典を挙行。
- 1979年（昭和54年）- 校舎が完成。
- 1980年（昭和55年）2月 - 特別校舎が完成。
- 1984年（昭和59年）4月1日 - 児童数増加のため、新設の佐世保市立相浦西小学校へ約870名の児童が転出。また大崎分校を移管。
- 1992年（平成4年）3月 - 体育館前が埋め立てられる。
- 1993年（平成5年）3月 - パソコン室を設置。
- 2002年（平成14年）3月 - 新体育館が完成。
- 2006年（平成18年）
  - 4月1日 - 2学期制となる。
  - 6月 - プールが新設される。

## 著名な出身者
- 村田善則（元プロ野球選手）
- 城島健司（元プロ野球選手）
- 柏木寿志（野球選手）
- 溝上知親（囲碁棋士）

## アクセス
本校
最寄りの鉄道駅
- 松浦鉄道（MR）西九州線「大学駅」・「上相浦駅」

最寄りのバス停
- 西肥バス（させぼバスも含む）「相浦小学校前」

最寄りの国道・県道
- 長崎県道11号佐世保日野松浦線 - 西九州自動車道 佐々佐世保道路（無料区間）相浦中里ICに接続している。

高島分校
佐世保市街地から相浦桟橋まで
- 西肥バス（させぼバスも含む）「相浦桟橋」バス停

相浦桟橋から高島港まで（海路）
- 相浦桟橋からフェリーくろしまで25分、海上タクシーじゅうふくで15分

高島港から学校まで
- 徒歩で約15分、車で約3分

## 周辺
本校
- 佐世保市役所相浦支所
- 長崎県警察 相浦警察署
- 佐世保西郵便局
- （私立）相浦幼稚園
- 佐世保市立上相浦保育所
- 佐世保市立相浦西小学校
- 佐世保市立相浦中学校
- 長崎県立佐世保特別支援学校
- 長崎県立大学佐世保校
- 佐世保市総合運動公園・総合グラウンド
- 佐世保市消防局西消防署
- 相浦川

## 参考資料
- 「山口村郷土誌」（発行日:1918年（大正7年）10月25日, 著:山口尋常高等小学校 山口實太郎）p.61-p.62 - 国立国会図書館近代デジタルライブラリー コマ番号37-38